# Heinrich Mertens
Heinrich Mertens (Düsseldorf, 6 februari 1906 - Oostenrijk, 16 juni 1968) was een (Oost-)Duits politicus en voorman van de katholieke socialisten in het Rijnland.

## Biografie
Mertens was afkomstig uit een arbeidersmilieu. Hij volgde een opleiding tot koopman en verbleef korte tijd bij de Franciscanen. Hierna vertrok hij als Wenen en sloot zich aldaar aan bij de Herrgottsknechten, een groep vrome jonge katholieke handwerklieden. Zij leidden, overeenkomstig hun statuten, een sober leven. Als lid van de groep gaf Mertens het tijdschrift Ruf zur Wende ("Roep tot Ommekeer") uit. Hij werd tijdens zijn verblijf in Wenen sterk beïnvloed door Katholieke sociale hervormer Anton Orel (1881-1959) die het weekblad Das neue Volk ("Het Nieuwe Volk") uitgaf. Orel was een antikapitalist en sociaaldemocratisch georiënteerd. Als aanhanger van Orel ontwikkelde Mertens zich ook in antikapitalistische en sociaaldemocratische richting. Anders dan Orel, was Mertens voorstander van een praktisch socialisme en weinig geïnteresseerd in de theoretische kant van het socialisme. Hij marxisme wees hij af.
Heinrich Mertens keerde na verloop van tijd naar Duitsland terug en sloot zich aan bij de Volksvereniging voor het Katholieke Duitsland (Volksverein für das Katholische Deutschland). Vanwege zijn uitgesproken socialistische denkbeelden werd hij in 1925 uit de Volksvereniging gesloten. In 1928 richtte hij de Bond van Katholieke Socialisten in Duitsland (Bund Katholischer Sozialisten Deutschlands, BKSD) op dat het Roten Blatt Katholischer Sozialisten ("Rode Blad van Katholieke Socialisten") uitgaf. Abonnees van het "Rode Blad" waren katholieke arbeiders en intellectuelen, maar ook enkele rooms-katholieke en Evangelisch-Lutherse theologen hadden een abonnement.
Erg invloedrijk werd de BKSD niet. Binnen de sociaaldemocratische beweging werd de BKSD met argwaan bekeken. In 1931 bepaalde Paus Pius XI in zijn encycliek Quadragesimo Anno de onverenigbaarheid van het katholieke geloof en het socialisme. Kort hierop ging de BKSD ter ziele.
In de daaropvolgende periode studeerde Mertens dankzij een studiebeurs van de Abraham Lincoln Stichting filosofie, economie, pedagogie en psychologie in Frankfurt. Vervolgens werkte hij voor de radiozender van Frankfurt. In die functie zag hij zich genoodzaakt lid te worden van de SA (Sturmabteilung). Mertens hoopte op een 'tweede revolutie' binnen de nationaalsocialistische beweging waarbij de socialistische vleugel van de NSDAP de overmacht zou krijgen. Na 1934 bleek deze gedachte niet meer reëel.
Heinrich Mertens sloot zich na de Tweede Wereldoorlog aan bij de Liberaal-Democratische Partij van Duitsland (Liberal-Demokratische PArtei Deutschlands, LDP) in de Sovjet-bezettingszone (SBZ). In 1946 was hij burgemeester van Halle en van 1946 tot 1947 burgemeester van Jena. In 1947 vertrok hij naar West-Duitsland en gaf hij de krant Ost-West-Handel uit.
In 1968 kwam hij in Oostenrijk om het leven bij een auto-ongeluk.

## Voetnoten
1. ↑  Het toenmalige socialisme dat het privébezit verwierp, niet de huidige sociaaldemocratie